# Мачва (футбольный клуб)
«Мачва» (серб. ФК Мачва) — сербский футбольный клуб из города Шабац в Мачванском округе в центральной Сербии. Клуб основан в 1919 году, гостей принимает на городском стадионе Шабаца, вмещающей 8000 зрителей.

## История
Клуб основан в 1919 году и за свою историю провёл высшем дивизионе чемпионата Югославии три сезона. Первый раз в высший дивизион клуб вышел в сезоне 1930/31, но занял в чемпионате последнее 6-е место, в то время команда играла в зрелищный футбол и носила прозвище «Провинциальные уругвайцы». Следующий раз в высший дивизион команде удалось попасть в сезоне 1951 года, и в том сезоне «Мачва» заняла 10-е место из 12 команд, и сохранила прописку в высшем дивизионе, но уже на следующий год клуб занял последнее 12-е место в чемпионате и выбыл во второй дивизион. В последующие годы клуб преимущественно выступал во втором по силе дивизионе, иногда опускаясь в третий. С сезона 2007/08 и «Мачва» выступала в третьем по силе дивизионе Сербии. В 2014 году клуб занял первое место в зоне «Запад» и вышел в Первую лигу, через 3 года занял 1-е место в Первой лиге и вышел в Суперлигу, где играл с сезона 2017/18 по сезон 2020/21.

## Прежние названия
- 1919—1944 — «Мачва»
- 1944—1946 — «Раднички»
- 1946—1951 — «Подринбее»
- 1951—н. в. — «Мачва»

## Достижения
- Первая лига
  - Победитель: 2016/17